# 西南蝴蝶草
西南蝴蝶草（学名：[Torenia cordifolia] 错误：{{Lang}}：文本有斜体标记（帮助））为玄参科蝴蝶草属下的一个种。

## 扩展阅读
- 維基物種上的相關：西南蝴蝶草